# Être libre (bande dessinée)
Être libre est une série de bande dessinée créée par Marc Bourgne en 1990. Elle a pour thème les aventures de deux adolescents, Flo et Andy, en Alaska. Publiée de 1992 à 1997 par Dargaud, la série est rééditée en 2002-2004 sous le titre Dernière frontière.

## Intrigue

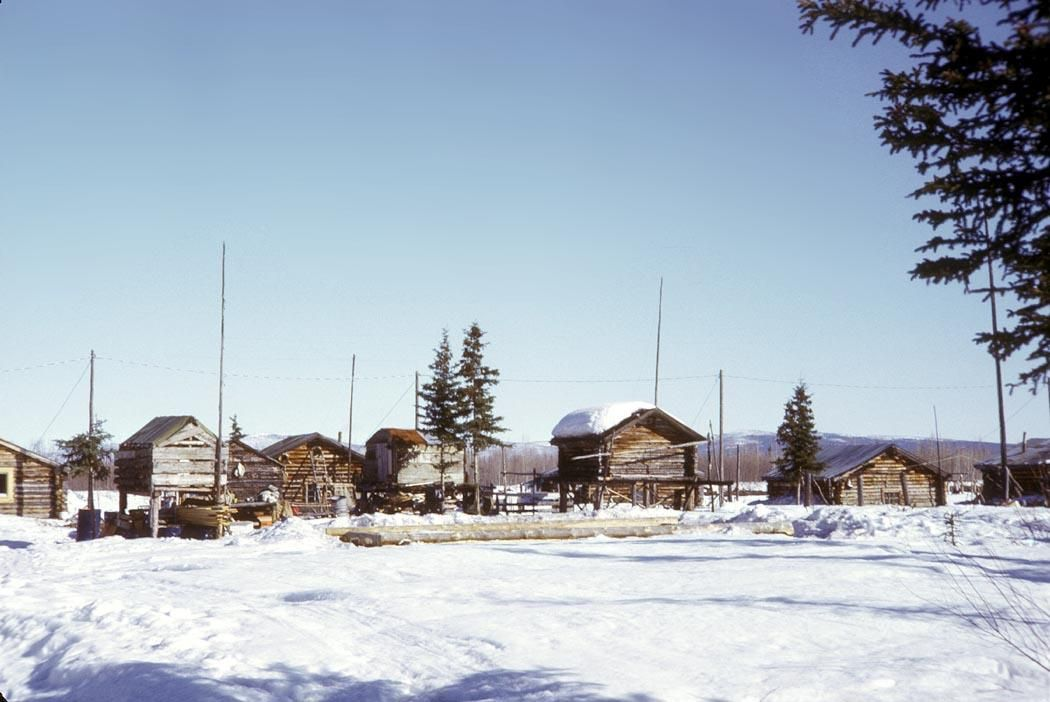
Allakaket, le village où habite Flo.

Deux adolescents, Flo et Andy, sont rescapés d'un accident d'avion en Alaska et doivent se débrouiller par eux-mêmes (La Grande terre). Ils vivent ensuite d'autres aventures en Alaska (La Vallée perdue), puis au Texas (Les Voleurs de chevaux), enfin aux îles Diomède (Little Diomède).

## Création de la série
Marc Bourgne passe sa maîtrise d'histoire en 1989 avec un mémoire sur le sujet de l'Alaska,. Sur le même thème, il crée en quatre mois une bande dessinée de 46 planches, La Grande terre, avec deux adolescents, qu'il envoie en octobre 1990 à quatre éditeurs. Dargaud accepte de publier La Grande terre, qui paraît en 1992 en 48 planches, premier des quatre épisodes de la série.
Pour la trame de l'histoire, Marc Bourgne fait appel à ses connaissances de l'Alaska et du reste de l'Amérique du Nord, comme à ses propres souvenirs d'adolescent.

## Personnages
- Andy est un jeune adolescent américain, vivant en Alaska. Passionné d'aviation, il vole avec son oncle qui lui enseigne les rudiments de pilotage. Il essuie régulièrement les foudres de son père autoritaire et raciste.
- Flo (diminutif de Flower) est orpheline de père, et fille d'une Indienne qui refait sa vie sans plus s'occuper d'elle. Elle quitte l'orphelinat pour une famille d'accueil. Extrêmement réservée, elle ne communique quasiment qu'avec Andy, après avoir été sauvée par lui.

## Albums
Quatre albums sont publiés dans la série :
- La Grande terre, 1992, 48 planches  (ISBN 2-205-04044-8) ;
- La Vallée perdue, 1993, 50 planches  (ISBN 2-205-04190-8) ;
- Les Voleurs de chevaux, 1995, 54 planches  (ISBN 2-205-04236-X) ;
- Litle Diomède, 1997, 46 planches  (ISBN 2-205-04373-0).

Les albums, initialement publiés par Dargaud de 1992 à 1997, sont réédités par Theloma de 2002 à 2004 sous le titre de série « Dernière frontière ».

## Sources
- « Tendresses », sur Google books (consulté le 12 juillet 2015)
- « Être libre », sur Bedetheque (consulté le 12 juillet 2015)
- « Dernière frontière », sur Bedetheque (consulté le 12 juillet 2015)
- « Dernière frontière (Etre libre) », sur BDtheque (consulté le 12 juillet 2015)
- « Bourgne », sur Le Lombard (consulté le 12 juillet 2015)
- « Bourgne », sur Dupuis (consulté le 12 juillet 2015)
- « Marc Bourgne, dessinateur et scénariste », sur marcbourgne.fr (consulté le 12 juillet 2015)
- « Bourgne », sur izneo.lefigaro.fr (consulté le 12 juillet 2015)